# فيصل عبد العزيز (لاعب كرة قدم قطري)
فيصل عبد العزيز حسين (مواليد 4 ديسمبر 1995) هو لاعب كرة قدم قطري يلعب حارس مرمى في نادي مسيمير.

## مسيرة اللاعب
لعب سابقاً في نادي قطر ونادي معيذر ونادي الخور ونادي الشمال ونادي مسيمير.

## روابط خارجية
- فيصل عبد العزيز حسين على موقع Soccerway.com (الإنجليزية)